# Carbonera (Insel)
Carbonera, früher Batteria Carbonera, ist eine kleine Insel in der Lagune von Venedig, die nordwestlich von Murano liegt. Die Insel am Oberlauf des Canale Carbonera, der Richtung Murano fließt, hat eine Fläche von 5.867 m² und diente vor allem militärischen Zwecken. Sie liegt in einem Bereich der Lagune, der einen deutlich geringeren Salzanteil im Wasser aufweist. Während der Durchschnittswert in der Lagune bei 2,8–3,4 % liegt, fällt dieser Wert um Carbonera auf bis zu 2,1 %. Dies hängt damit zusammen, dass sich die Insel nahe der Einmündung des Osellino befindet, der Süßwasser in die Lagune einträgt; dabei ist der Artenreichtum vergleichsweise gering.

## Geschichte
In der Nähe der Insel ließ sich Röhricht unterhalb einer Sandsteinschicht auf die Zeit um 12.860 v. Chr. datieren; dieser fand sich etwa 1,50 m unterhalb des heutigen durchschnittlichen Wasserspiegels. Unterhalb des heutigen Rollfeldes des nahe gelegenen Flughafens Marco Polo fanden sich Überreste einer paläo-venetischen Nekropole aus dem 6. Jahrhundert v. Chr. Carbonera wurde in spätrömischer Zeit vom Lagunenwasser überschwemmt, wie eine Sondage in den 1970er Jahren ergab. Tatsächlich ließen sich etwa 30 m südlich des heutigen Südrandes der Insel, etwa 1,30 m unterhalb des Wasserspiegels, Ziegel und Amphorenfragmente aus dem 1. bis 4. Jahrhundert nachweisen. Östlich davon kam römische Keramik zu Tage.
Die Insel, früher Batteria Carbonera genannt, gehörte, wie viele der venezianischen Inseln zum Verteidigungssystem der Republik Venedig. Zu diesem System gehörten zwischen Venedig und Mestre acht aufeinander bezogene Inselfestungen, namentlich Fisolo, Campana, Ex Poveglia und Trezze im Süden der Lagune, in der Mitte und im Norden waren dies neben Carbonera die Inseln Campalto, Tessera und Buel del Lovo. 1796 standen bis auf Trezze alle Festungen, allerdings noch überwiegend in Holz aufgeführt. 
Carbonera wurde im 20. Jahrhundert Sitz einer Radio- und Telegraphenstation der italienischen Marine, von der noch heute einige Antennen zu sehen sind. 
In den 1960er Jahren wurde die Insel zu Wohnzwecken neu bebaut, doch Ende des 20. Jahrhunderts war sie unbewohnt.